# 時間 (ビビアン・チョウのアルバム)
《時間》（英語: Time） は、香港出身の歌手、ビビアン・チョウ の日本における3枚目の北京語のスタジオ・アルバム。
このアルバムは1996年12月26日にユニバーサルミュージックにリリースされた。

## 解説
香港の美人シンガーの日本で発売された3rd北京語のスタジオ・アルバム。日本初回限定盤には10P特典の写真集 。
なお、収録曲のうち「時間」「一番きれいな涙」「本当に愛しているの」は、ビビアン・チョウ 自身が作曲を手がけている。

## 収録曲
| 1.        | 「時間」                       | 許常德    | 周慧敏    | 4:33      |           |       |
| 2.        | 「一番きれいな涙」             | 姚若龍    | 周慧敏    | 4:27      |           |       |
| 3.        | 「うわの空」                   | 王中言    | 張朵朵    | 4:25      |           |       |
| 4.        | 「愛は真剣に」                 | 林隆璇    | 林隆璇    | 4:19      |           |       |
| 5.        | 「いい女」                     | 武藏      | 方文良    | 3:34      |           |       |
| 6.        | 「本当に愛しているの」         | 許常德    | 周慧敏    | 3:18      |           |       |
| 7.        | 「心から」                     | 姚若龍    | 邰正宵    | 5:06      |           |       |
| 8.        | 「味わい」                     | 李俊廣    | 黃國倫    | 4:28      |           |       |
| 9.        | 「愛していると言ってくれるの」 | 陳冠蒨    | 陳冠蒨    | 4:20      |           |       |
| 10.       | 「愛はある」                   | 許常德    | 邰正宵    | 3:59      |           |       |
| 合計時間: | 合計時間:                      | 合計時間: | 合計時間: | 合計時間: | 合計時間: | 42:34 |